# Одружений парубок (фільм)
«Одружений парубок» — російська радянська кінокомедія 1982 року.

## Сюжет
Тамара, повертаючись до рідного Севастополя, в поїзді знайомиться з Сергієм. Під час випадкового знайомства Тамара розповідає історію своїх складних взаємин з колишнім чоловіком (вони то сходяться, то знову розходяться), як від цього страждає її сім'я (батьки досі не бачили чоловіка, а дитині вже рочки 3-4). Сергій, потай від Тамари наважується на підміну: коли Тамари не було вдома, з'являється у квартирі батьків, де представляється чоловіком Тамари і батьком її дитини. Сім'я його радо приймає, і тільки Тамара противиться подібному розвитку подій.

## У ролях
- Удовиченко Лариса Іванівна — Тамара
- Юрій Григор'єв — Сергій Петров
- Баадур Цуладзе — Гурам Отарович
- Олександр Пшеничнов — Коте
- Віра Васильєва — Марія Семенівна
- Ірина Мурзаєва — Ганна Христофорівна
- Михайло Пуговкін — Булавін Василь Петрович
- Надія Румянцева — Зайцева
- Роман Филипов — Степан Кузьмович
- Наталія Казначеєва
- Муза Крепкогорська — Пасажирка автобуса
- Вадим Захарченко — Пасажир автобуса
- Наталя Крачковська — Пасажирка автобуса
- Вадим Андреєв — Антипов
- Ігор Янковський — Сергій Горєлов (озвучує Олександр Абдулов)

## Знімальна група
- Автор сценарію — Анатолій Шайкевич
- Режисер — Володимир Роговий
- Оператор — Олександр Мас
- Художник — Фелікс Ростоцький
- Композитор — Олександр Журбін